# Mile Mrkšić
Mile Mrkšić (Миле Мркшић) (Vrginmost, actual Croàcia, antiga Iugoslàvia, 20 de juliol de 1947 - Lisboa, 16 d'agost de 2015) fou un militar serbi de l'Exèrcit Popular Iugoslau.
Es va fer càrrec de la unitat militar de l'exèrcit que va atacar, i després va ocupar, la ciutat de Vukovar durant la batalla de Vukovar el 1991. Està acusat de ser responsable de l'assassinat massiu en aquesta ciutat de més de 200 croats. Després de la batalla, va ser ascendit de coronel a general en l'Exèrcit Popular Iugoslau i més tard Comandant en Cap de l'Exèrcit de la República Sèrbia de Krajina el maig de 1995. Després de la derrota de l'esmentat exèrcit per les forces croates l'agost de 1995 es va retirar de l'activitat militar.
Mile va ser acusat el 1995, junt amb Miroslav Radić, Veselin Šljivančanin i Slavko Dokmanović, pel Tribunal Penal Internacional per a l'antiga Iugoslàvia (ICTY). Es va lliurar voluntàriament al Tribunal el 15 de maig de 2002, sent traslladat a dependències del mateix l'esmentat dia. El judici contra ell va començar l'octubre de 2005 i va finalitzar el 2007, quan el 27 de setembre va ser declarat culpable de contribuir i incitar a la Matança de Vukovar amb l'assassinat de civils i presoners, contribuir i incitar a la tortura i al cruel tractament que se'ls va donar. Va ser sentenciat a 20 anys de presó.